# James Johnson Lindley
James Johnson Lindley (* 1. Januar 1822 in Mansfield, Ohio; † 18. April 1891 in Nevada, Missouri) war ein US-amerikanischer Politiker. Zwischen 1853 und 1857 vertrat er den Bundesstaat Missouri im US-Repräsentantenhaus.

## Werdegang
Im Jahr 1836 kam James Lindley mit seinen Eltern nach Cynthiana in Kentucky. Später kehrte er nach Ohio zurück, wo er am Woodville College studierte. Ab 1843 war er in St. Louis (Missouri) ansässig. Nach einem anschließenden Jurastudium und seiner 1846 erfolgten Zulassung als Rechtsanwalt begann er in Monticello in diesem Beruf zu arbeiten. In den Jahren 1848 und 1852 wurde er zum Bezirksstaatsanwalt gewählt.
Politisch war Lindley Mitglied der Whig Party. Bei den Kongresswahlen des Jahres 1852 wurde er im dritten Wahlbezirk von Missouri in das US-Repräsentantenhaus in Washington, D.C. gewählt, wo er am 4. März 1853 die Nachfolge von John Gaines Miller antrat, der in den fünften Distrikt wechselte. Nach einer Wiederwahl konnte er bis zum 3. März 1857 zwei Legislaturperioden im Kongress absolvieren. Diese waren von den Ereignissen im Vorfeld des Bürgerkrieges bestimmt. Ab 1855 vertrat Lindley nach der Auflösung der Whigs die kurzlebige Opposition Party im Kongress. Im Jahr 1856 verzichtete er auf eine erneute Kandidatur.
1858 zog James Lindley nach Davenport in Iowa, wo er als Anwalt praktizierte. Während des Bürgerkrieges war er mit der Überprüfung der Zustände bei den Staatstruppen von Iowa beauftragt. Nach dem Krieg war er bis 1868 in Chicago als Rechtsanwalt tätig; anschließend kehrte er nach St. Louis zurück. Zwischen 1871 und 1883 fungierte er Richter im achten Gerichtsbezirk von Missouri. Danach zog er sich in den Ruhestand zurück, den er in Kansas City verbrachte. Er starb am 18. April 1891 auf dem Anwesen seines Sohnes in der Stadt Nevada.